# Baons-le-Comte
Baons-le-Comte – miejscowość i gmina we Francji, w regionie Normandia, w departamencie Sekwana Nadmorska.
Według danych na rok 1990 gminę zamieszkiwało 340 osób, a gęstość zaludnienia wynosiła 63 osoby/km² (wśród 1421 gmin Górnej Normandii Baons-le-Comte plasuje się na 577. miejscu pod względem liczby ludności, natomiast pod względem powierzchni na miejscu 657.).